# Кинг, Тед
Тед Кинг (англ. Ted King, род. 1 октября 1965, Голливуд) — американский актёр театра, кино и телевидения.

## Ранние годы
Тед Кинг родился в Голливуде, его отец работал на одной из киностудий плотником. Уже в пять лет Тед выиграл приз танцевального фестиваля в Мексике. До совершеннолетия жил и учился на калифорнийском ранчо, где ухаживал за домашним скотом: лошадьми и коровами. Когда Теду предложили учиться на режиссёрском факультете в Нью-Йорке, он согласился.

## Карьера
По окончании учёбы основал театральную компанию «Портал», где сам ставил спектакли, однако его карьера в кино складывалась не очень удачно. Ему доставались лишь эпизодические роли в таких проектах, как «Другой мир» или «Срок службы». Некоторую известность он получил после роли в сериале «С любовью», где сыграл наркоторговца. Вскоре Теду предложили роль в сериале «Полицейский во времени», но из-за весьма низких рейтингов съёмки прекратились. Тед Кинг появлялся в эпизодических ролях в фильмах «Секретные материалы: Борьба за будущее» и «Блэйд».
В 1998—1999 годах Кинг играл роль инспектора Энди Трюдо в сериале «Зачарованные», однако его персонаж был убит в конце первого сезона. В 2000-х годах Кинг снимался в эпизодах различных сериалов, а также играл одну из основных ролей в мыльной опере «Главный госпиталь». В декабре 2008 года он был приглашён на роль Дауни в телесериале «Побег», но ушёл из проекта в мае 2009 года, снявшись в одном сезоне.

## Личная жизнь
В сентябре 2008 года Кинг женился на своей подруге Майе Родуэлл, пара воспитывает двух дочерей.

## Фильмография
| Год       |     | Русское название                       | Оригинальное название             | Роль                             |
| --------- | --- | -------------------------------------- | --------------------------------- | -------------------------------- |
| 1985      | тф  | В полночный час                        | The Midnight Hour                 | Смерть                           |
| 1990      | с   | Срок службы                            | Tour of Duty                      | радист                           |
| 1993      | с   | Другой мир                             | Another World                     | Рон Неттлс                       |
| 1995      | с   | Бесконечная любовь                     | Loving                            | Дэнни Робертс                    |
| 1995—1996 | с   | —                                      | The City                          | Дэнни Робертс                    |
| 1997—1998 | с   | Полицейский во времени                 | Timecop                           | Джек Логан                       |
| 1998      | ф   | Секретные материалы: Борьба за будущее | The X-Files                       | агент ФБР на крыше               |
| 1998      | ф   | Блэйд                                  | Blade                             | вампир на рейве                  |
| 1998—1999 | с   | Зачарованные                           | Charmed                           | Энди Трюдо                       |
| 2000      | с   | Военно-юридическая служба              | JAG                               | лейтенант-коммандер Холтсфорд    |
| 2001      | с   | Секс в большом городе                  | Sex and the City                  | Бред                             |
| 2001      | с   | Закон и порядок: Специальный корпус    | Glory Days                        | Тони Даричек                     |
| 2001      | ф   | Пришелец                               | Impostor                          | оператор RMR                     |
| 2001      | кор | —                                      | Interlude                         | человек                          |
| 2002      | с   | Город демонов                          | Law & Order: Special Victims Unit | Джек Корбин                      |
| 2002      | с   | Фрейзер                                | Frasier                           | Крейг                            |
| 2002—2007 | с   | Главный госпиталь                      | General Hospital                  | Лоренцо Альказар / Луис Альказар |
| 2003      | с   | Женская бригада                        | The Division                      | Том Лаззарио                     |
| 2003      | ф   | Хулиган и сын                          | Hoodlum and Son                   | Чарли Эллрой                     |
| 2007      | в   | —                                      | The Hoax                          | Фрэнк                            |
| 2008—2009 | с   | Побег                                  | Prison Break                      | Дауни                            |
| 2010      | с   | C.S.I.: Место преступления Майами      | CSI: Miami                        | Сэм Гарднер                      |
| 2011      | ф   | —                                      | Shouting Secrets                  | Джеймс Мэттьюс                   |
| 2011—2012 | с   | Одна жизнь, чтобы жить                 | One Life to Live                  | Томас Дельгадо                   |
| 2013      | с   | Элементарно                            | Elementary                        | Джеймс Монро                     |
| 2013—2014 | с   | Альфа-дом                              | Alpha House                       | Эл Хикок                         |
| 2015      | с   | Морская полиция: Спецотдел             | NCIS                              | капрал Дэниел Коллинз            |
| 2016      | ф   | —                                      | Swipe                             | профессор Мерфи                  |
| 2016      | ф   | Хороший сосед                          | The Good Neighbor                 | отец Шона                        |
| 2016      | с   | Гавайи 5.0                             | Hawaii Five-0                     | Кларк Брайтон                    |
| 2016      | тф  | Незваный гость                         | Unwanted Guest                    | мистер Робертс                   |
| 2017      | тф  | Любовь с первого взгляда               | Love at First Glance              | Джек Креймер                     |
| 2018      | тф  | Мой ужин с Эрве                        | My Dinner with Hervé              | режиссёр «Острова фантазий»      |
| 2019      | с   | Морская полиция: Лос-Анджелес          | NCIS: Los Angeles                 | Фил Кармона                      |
| 2019      | кор | —                                      | Milkshake Girls                   | Бишоп                            |
| 2023      | ф   | Оппенгеймер                            | Oppenheimer                       | сенатор Боб Бартлетт             |